# Species (kemi)
Inom kemin är ett species en kategori av molekyler, joner, jonpar, fria radikaler, komplex, intermediat eller motsvarande som kan betraktas som identiska i det aktuella experimentet (en mätning eller kemisk reaktion). Vad som är flera species i ett sammanhang kan alltså vara ett och samma species i ett annat sammanhang. Till exempel betraktar fotokemin molekyler i grundtillstånd respektive exciterade tillstånd som olika species, men denna distinktion är inte alltid nödvändig.